# Alltingsvalet i Island 2016
Alltingsvalet 2016 var ett parlamentsval som hölls på Island lördagen den 29 oktober 2016. 
30 av de 63 alltingsledamöter som valdes var kvinnor vilket gav Island den största andelen kvinnliga parlamentariker i Europa.

## Resultat
| Parti                | Parti                                       | Röster  | %     | Mandat | +/– |
| -------------------- | ------------------------------------------- | ------- | ----- | ------ | --- |
|                      | Sjálfstæðisflokkurinn                       | 54 990  | 29,00 | 21     | +2  |
|                      | Vinstrihreyfingin – grænt framboð           | 30 166  | 15,91 | 10     | +3  |
|                      | Piratar                                     | 27 449  | 14,48 | 10     | +7  |
|                      | Framsóknarflokkurinn                        | 21 791  | 11,49 | 8      | –11 |
|                      | Viðreisn                                    | 19 870  | 10,48 | 7      | +7  |
|                      | Björt framtíð                               | 13 578  | 7,16  | 4      | –2  |
|                      | Samfylkingin – jafnaðarmannaflokkur Íslands | 10 893  | 5,74  | 3      | –6  |
| Övriga partier       | Övriga partier                              | 10 893  | 5,74  | –      | –   |
| Ogiltiga/blankröster | Ogiltiga/blankröster                        | 5 574   | –     | –      | –   |
| Summa                | Summa                                       | 195 204 | 100   | 63     | 0   |
| Valdeltagande        | Valdeltagande                               | 246 515 | 79,19 | –      | –   |

Detta var det lägsta valdeltagandet i Islands historia.